# 旺德爾海

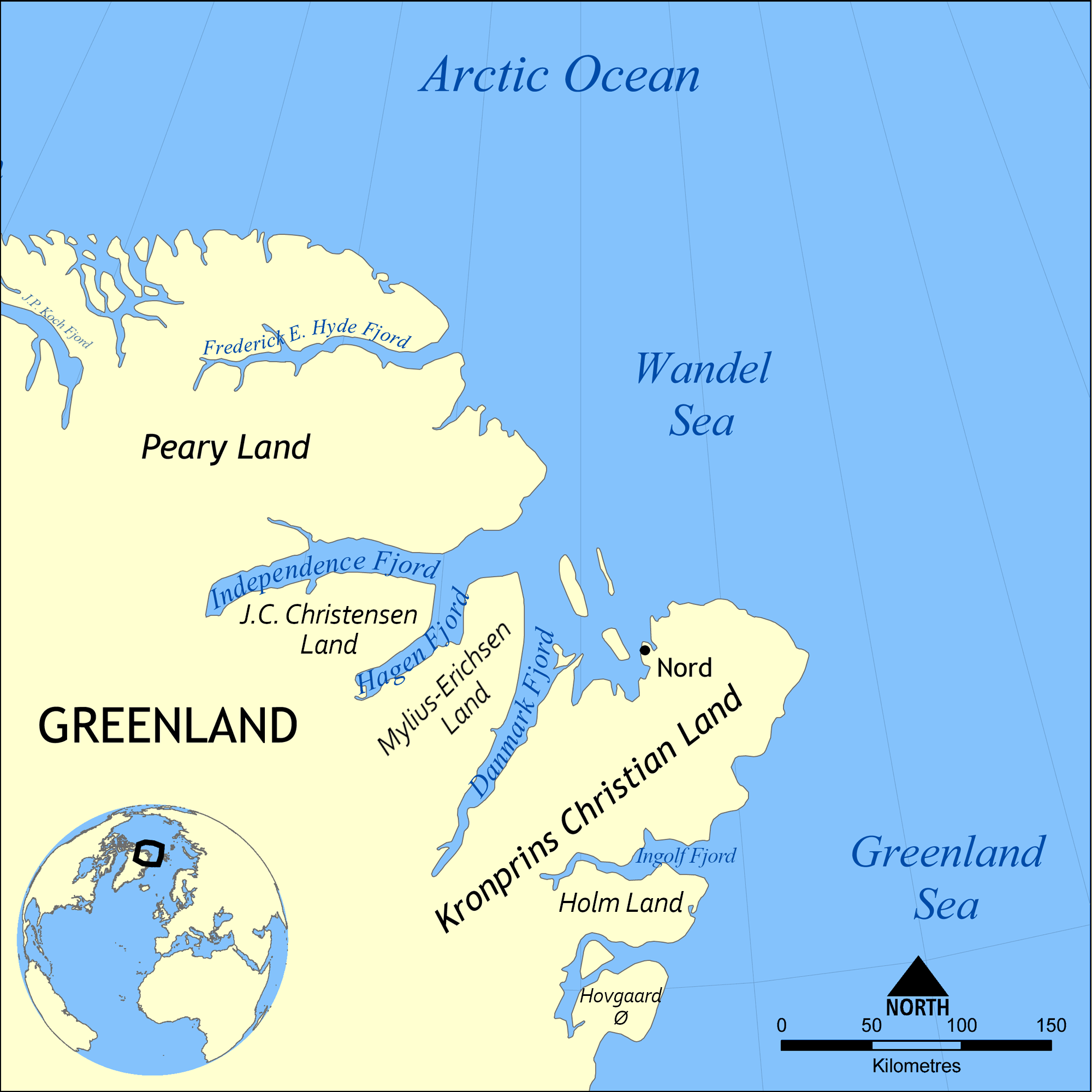
旺德爾海的位置

旺德爾海是北冰洋的一個海，從格陵蘭東北部延伸至斯匹茲卑爾根群島北部，與南面的格陵蘭海以弗拉姆海峽相連，東南端相距約800公里。
此海以丹麦探险家卡尔·弗雷德里克·汪戴尔的名字命名。
82°15′N 17°00′W / 82.250°N 17.000°W